# Symeon Stylites der Jüngere

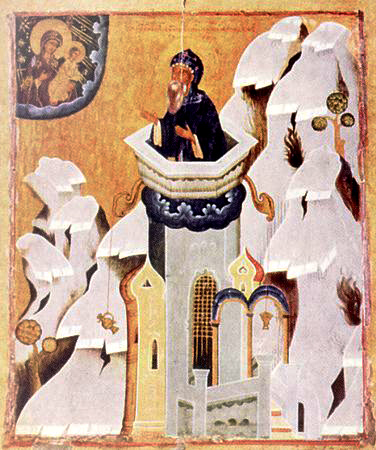
Symeon Stylites der Jüngere auf einer orthodoxen Ikone

Symeon Stylites der Jüngere (in der orthodoxen Tradition auch griechisch Symeon Thaumaturgos: Symeon der Wundertäter) (* 521 in Antiochia am Orontes; † 24. Mai 592 ebenda) war ein syrischer Säulenheiliger des 6. Jahrhunderts.

## Leben
Der Legende nach verlor Symeon durch ein Erdbeben früh seinen Vater, der aus der mesopotamischen Stadt Edessa stammte. Seine später heiliggesprochene Mutter hieß Martha. Der Halbwaise wurde früh in ein Kloster gegeben. Bereits im Alter von sechs Jahren begab er sich unter Anleitung von Johannes Stylites in die Wüste. Dort ahmten beide das Beispiel des ersten Säulenheiligen Symeon Stylites des Älteren nach und ließen sich auf Säulen nieder, um dämonischen Versuchungen besser widerstehen zu können. Im Alter von zwölf Jahren wurde Symeon vom Patriarch von Antiochien zum Diakon geweiht. Acht Jahre nach dem Beginn des Lebens als Säulenheiliger starb Symeons Lehrer Johannes.
Im Jahr 547 suchte Symeon den Berg der Wunder am Standort des heutigen Klosters des Symeon Stylites des Jüngeren auf und ließ sich dort auf einer höheren Säule nieder. Seine Priesterweihe erhielt er im Jahr 554 auf dieser Säule sitzend. Nachdem sich zahlreiche Schüler Symeons rund um die Säule niedergelassen hatten, erfolgte schließlich die Gründung des Klosters, die Symeons Mutter finanziell unterstützte. 566 bestieg Symeon am gleichen Ort seine dritte Säule.
Symeon wurde zum Ziel reger Wallfahrten auch über weite Entfernungen, bis hin nach Georgien. Zahlreiche Krankenheilungen sind überliefert. Darüber hinaus werden Symeon Briefe (unter anderem an die römischen Kaiser Justinian I. und Justin II.), Predigten und Hymnen zugeschrieben. In verschiedenen Überlieferungen gibt es unterschiedliche Angaben über die Anzahl der von Symeon bewohnten Säulen. 
Wichtige Überlieferungen über Symeon Stylites den Jüngeren sowie über seine Mutter stammen von Evagrius Scholasticus und Nikephoros Ouranos. Darüber hinaus existiert ein fragmentarisches Werk eines gewissen Arcadius.

## Verehrung
Die Wallfahrt zum Kloster des Symeon Stylites des Jüngeren blieb auch nach dem Tod des Heiligen bestehen. Sie endete erst im 13. Jahrhundert mit der Herrschaftsübernahme durch die Seldschuken in der Region.
Heute ist der 24. Mai in der römisch-katholischen, der orthodoxen und der koptischen Kirche der Gedenktag des Symeon Stylites des Jüngeren. Die Armenische Apostolische Kirche verehrt ihn besonders am 26. Mai. Einige heutige Kirchenlieder der orthodoxen Kirche werden auf Symeon zurückgeführt.
Der Name der heutigen türkischen Stadt Samandağ, in deren Nähe das Kloster und die Säule des Symeon Stylites des Jüngeren lagen, geht auf den Heiligen zurück.